# Viscri
Viscri (niem. Deutsch-Weißkirch, węg. Szászfehéregyháza) – miejscowość w Rumunii położona w południowej części Siedmiogrodu w okręgu Braszów (ok. 40 km na południowy wschód od Sighișoara). W przeszłości zamieszkana głównie przez Sasów siedmiogrodzkich. Znana ze znajdującego się w niej jednego z charakterystycznych dla tego regionu kościołów warownych. Wraz z sześcioma innymi wsiami siedmiogrodzkimi znajduje się od 1999 r. na liście światowego dziedzictwa UNESCO.

## Historia
Miejscowość powstała w trudno dostępnym zakątku Siedmiogrodu w XII w. Pod koniec tego stulecia zasiedlili ją Sasi siedmiogrodzcy, w tym okresie sprowadzani do Siedmiogrodu przez królów węgierskich. Wieś początkowo pojawiała się w dokumentach pod łacińską nazwą Alba Ecclesia, czyli „Biały Kościół”, pochodzącą od koloru murów miejscowej świątyni (nazwy wsi używane dzisiaj w języku węgierskim i niemieckim oznaczają właśnie „Niemiecki Biały Kościół”, obecna nazwa rumuńska również pochodzi od tego określenia).
Sasi stanowili zdecydowaną większość wśród mieszkańców wsi, aż do XX w. Z saskich mieszkańców, których wcześniej było kilkuset, po emigracji do Niemiec w latach 80. i 90. XX wieku pozostało zaledwie kilkadziesiąt osób. Obecnie większość mieszkańców wsi stanowią Romowie.
Odizolowaniu od głównych szlaków komunikacyjnych (trwającemu do dziś) wieś zawdzięcza zachowanie dawnego saskiego układu urbanistycznego, któremu (wraz z kościołem warownym) zawdzięcza wpisanie na listę światowego dziedzictwa kulturalnego UNESCO. Przy głównym trakcie oraz dwóch ulicach biegnących do kościoła znajdują się typowe saskie gospodarstwa.
W 2006 r. książę Karol kupił i odrestaurował jedną z saksońskich posesji we wsi.

## Kościół warowny
Kościół warowny znajduje się na południowo-zachodnim krańcu wsi. Już w XII w., przed przybyciem tutaj Sasów, powstał tu mały romański kościół zbudowany przez zamieszkujących tutaj Szeklerów. Wraz z przybyciem Sasów zaczęła się stopniowa rozbudowa świątyni – ostatecznie powstała gotycka trzynawowa bazylika z potężną wieżą (wzniesioną jeszcze w XIII w. jako główny punkt obronny, dominujący i dzisiaj nad całym zespołem), a ponadto kościół ufortyfikowano i otoczono murami obronnymi. Rozbudowa kompleksu następowała przez stulecia, aż do XVII w. W murach obronnych, od ich wewnętrznej strony, umieszczono pomieszczenia służące jako schronienie dla mieszkańców wsi i ich dobytku podczas częstych najazdów zza Karpat.
Od XVI w. kościół jest świątynią ewangelicką. Chrzcielnica kościelna została wykonana z romańskiego kapitela. W XVIII w. sklepienia kościoła zmieniono na drewniany strop.

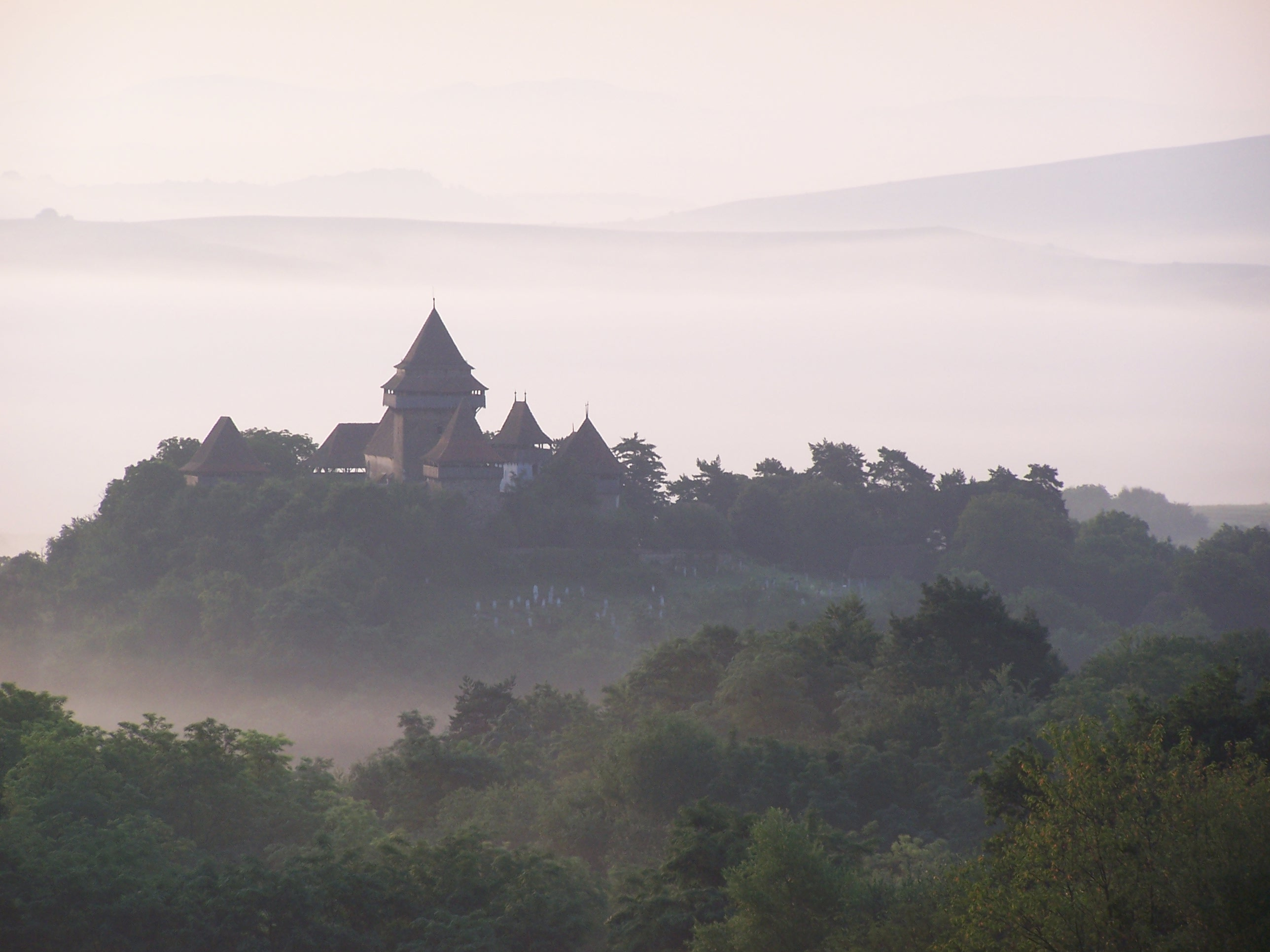
Kościół warowny
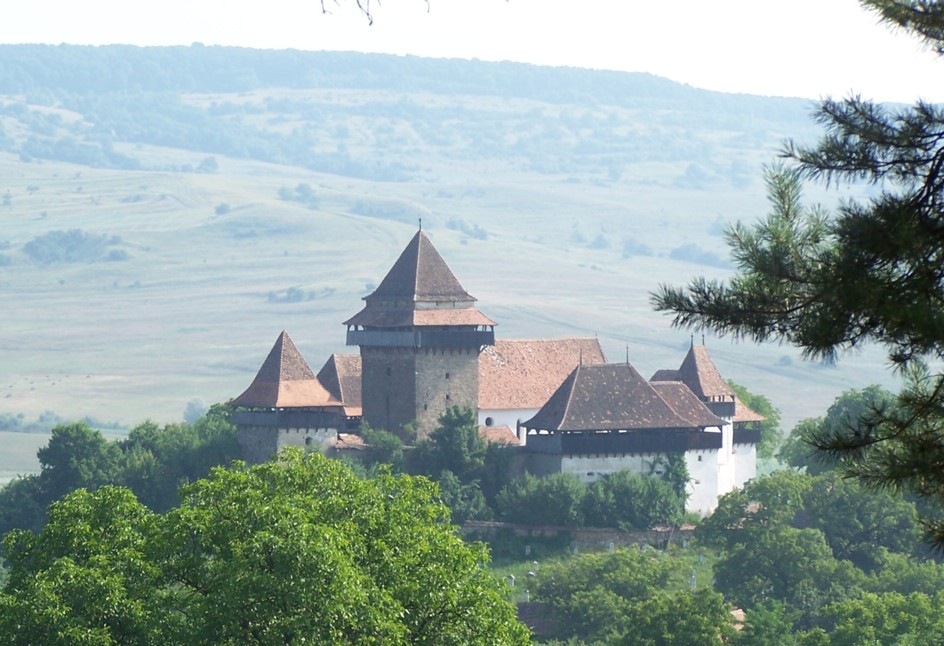
Kościół warowny
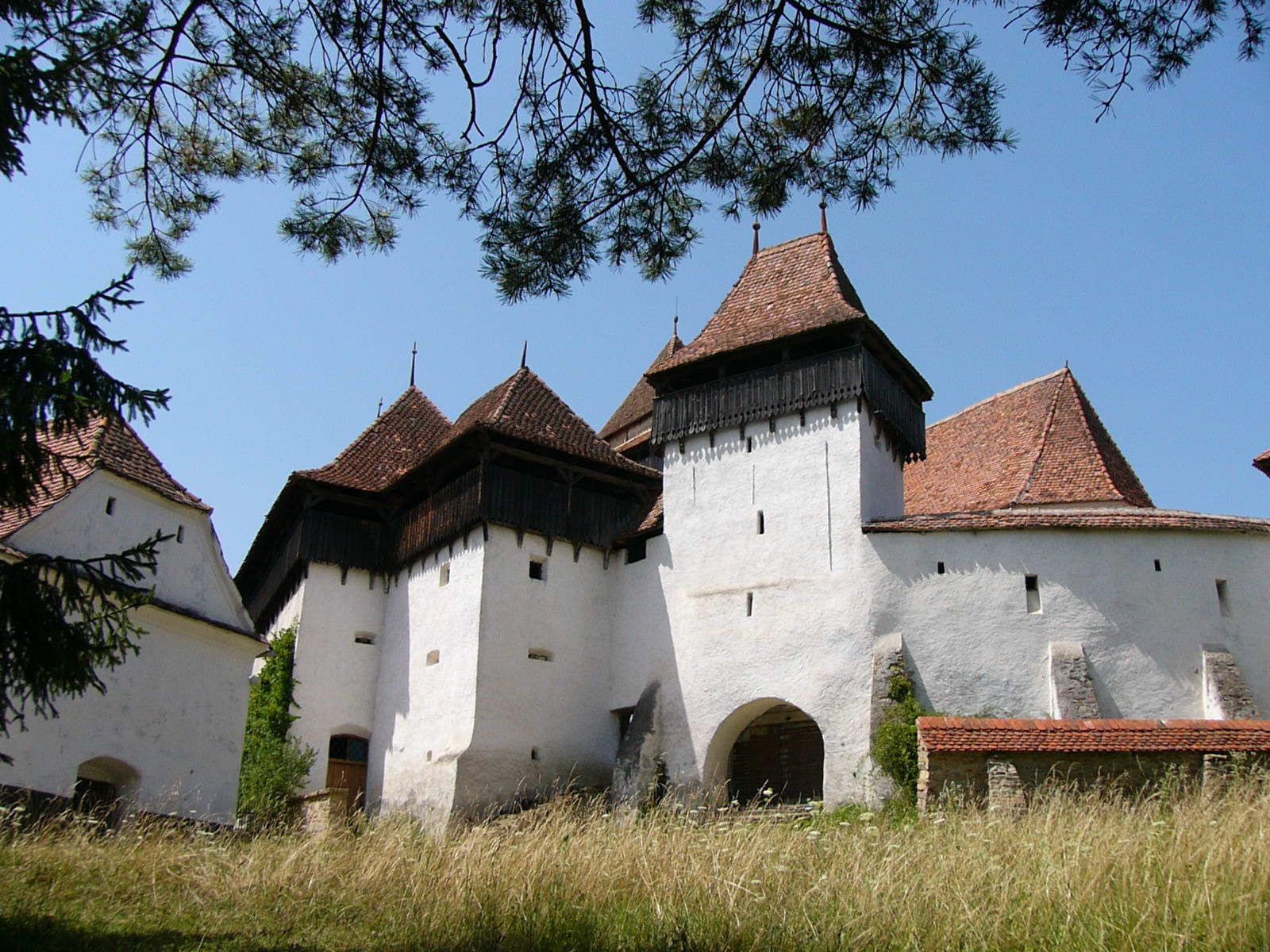
Kościół warowny